# Einheitliche Europäische Akte
Die Einheitliche Europäische Akte (EEA) stellte den ersten besonderen Reformvertrag dar, auf den später die Vertragswerke Maastricht, Amsterdam, Nizza und Lissabon folgten. Sie bedeutete den vorläufigen Abschluss einer mehrjährigen Reformdebatte.

## Entstehung
1985 beschloss der Europäische Rat von Mailand in einer Kampfabstimmung mit einer Mehrheit von sieben zu drei eine Regierungskonferenz zu den Themen Befugnisse der Institutionen, neue Zuständigkeitsbereiche der Gemeinschaft und die Schaffung eines Binnenmarktes mit dem Ziel eines Zusatzvertrages zu den Gemeinschaftsverträgen (EGKS, EWG und Euratom) und einer vertraglichen Grundlage für die bestehende Europäische Politische Zusammenarbeit (EPZ) in Auftrag zu geben. Am 17. Februar 1986 wurde dieser Änderungsvertrag in Luxemburg von insgesamt neun der nunmehr zwölf Mitgliedstaaten (Belgien, Bundesrepublik Deutschland, Frankreich, Irland, Luxemburg, Niederlande, Portugal, Spanien, Vereinigtes Königreich) unterzeichnet. Die drei weiteren Mitgliedstaaten (Dänemark, Griechenland, Italien) folgten am 28. Februar, nachdem zuvor in Dänemark noch ein Referendum über die Unterzeichnung stattgefunden hatte.

## Bedeutung
Mit der Einheitlichen Europäischen Akte wurden die Verträge über die EG geändert und ergänzt, es wurde keine Union geschaffen. Die Europäische Union (EU) war weiterhin als Ziel der Entwicklung genannt. Die EEA trat am 1. Juli 1987 in Kraft, zuvor hatte am 25. Juni 1987 mit der Republik Irland der letzte der zwölf Mitgliedstaaten die Akte ratifiziert. Mittels des Kunstbegriffes Einheitliche Europäische Akte verbindet die EEA als völkerrechtlicher Vertrag zwei verschiedene Themenkreise:
- Vereinbarung über eine Europäische Politische Zusammenarbeit (EPZ)
- Rechtsakt insbesondere zur Änderung des Vertrags über die Europäische Wirtschaftsgemeinschaft bezüglich
  - der Entscheidungsprozesse im Rat;
  - der Befugnisse der Kommission;
  - der Befugnisse des Parlaments;
  - der Erweiterung der Befugnisse (sog. Zuständigkeiten/Kompetenzen der Politiken) der Gemeinschaften.

Ferner wurde erstmals ein mindestens zweimal jährliches Zusammentreffen des Europäischen Rates vereinbart (Art. 2 EEA).

## Aufbau der EEA
Die EEA kennzeichnete demnach eine sog. Doppelfunktion. Einmal stellt sie als Revisionsvertrag das in ex Art. 236 EWGV, ex Art. 204 EAGV und ex Art. 96 EGKS-V vorgesehene Abkommen zwischen den Mitgliedstaaten zur Änderung der Gründungsverträge dar. Zum anderen ist die EEA auch ein klassischer völkerrechtlicher Vertrag zwischen den Mitgliedstaaten über die Europäische Zusammenarbeit in der Außenpolitik. Die EEA besteht aus einer Präambel und aus vier Titeln – ferner enthält sie lt. Schlussakte eine Reihe von Erklärungen:
- Präambel
- Titel I: Gemeinsame Bestimmungen (Art. 1–3)
- Titel II: Bestimmungen zur Änderung der Verträge zur Gründung der Europäischen Gemeinschaften (Art. 4–29)
  - Kapitel I: Bestimmungen zur Änderung des Vertrages über die Gründung der Europäischen Gemeinschaft für Kohle und Stahl (Art. 4–5)
  - Kapitel II: Bestimmungen zur Änderung des Vertrages zur Gründung der Europäischen Wirtschaftsgemeinschaft (Art. 6–25)
    - Abschnitt I: Bestimmungen betreffend die Organe (Art. 6–12)
    - Abschnitt II: Bestimmungen über die Grundlagen und die Politik der Gemeinschaft (Art. 13–25)
      - Unterabschnitt I: Binnenmarkt (Art. 13–19)
      - Unterabschnitt II: Währungspolitische Befugnisse (Art. 20)
      - Unterabschnitt III: Sozialpolitik (Art. 21)
      - Unterabschnitt IV: Wirtschaftlicher und sozialer Zusammenhalt (Art. 23)
      - Unterabschnitt V: Forschung und technologische Entwicklung (Art. 24)
      - Unterabschnitt VI: Umwelt (Art. 25)

  - Kapitel III: Bestimmungen zur Änderung des Vertrages zur Gründung der Europäischen Atomgemeinschaft (Art. 26–29)
- Titel III: Vertragsbestimmungen über die Europäische Zusammenarbeit in der Außenpolitik (Art. 30)
- Titel IV: Allgemeine und Schlußbestimmungen (Art. 31–34)
- Schlussakte: Erklärungen
  - angenommene Erklärungen Nr. (1–11)
  - beigefügte, zur Kenntnis genommene Erklärungen Nr. (1–9)

Die Vereinbarung zur näheren Zusammenarbeit in der Außenpolitik stellte sodann die entscheidende Vorstufe für die Aufnahme der GASP in den neu begründeten EU-Vertrag durch den Vertrag von Maastricht dar. Auch die EEA ist, ebenso wie später die Änderungen durch die (nachfolgenden) Reformverträge (Maastricht, Amsterdam, Nizza und Lissabon) nicht annäherungsweise lesbar, sondern bedarf der Hinzunahme einer konsolidierten Textfassung, in der die einzelnen Änderungen in die Verträge eingearbeitet sind.

## Zeitliche Einordnung

### Die wichtigsten Etappen bis zur Unterzeichnung der EEA
Im Nachgang zum Tindemanns-Bericht über die Europäische Union (1975) mit einem Gesamtentwurf zur Konsolidierung und künftigen Ausrichtung und Entwicklung der EG entstand eine länger anhaltende Diskussions- und Vorschlagsphase. Verstärkter Problemdruck, verursacht durch interne Schwierigkeiten sowie durch externe Herausforderungen, führte ab 1980 zu intensiven Bemühungen um eine EG-Reform und damit auch zur Errichtung einer Europäischen Union.
- Feierliche Erklärung von Stuttgart vom 19. Juni 1983

Dieser Text, der auf der Grundlage des Plans des deutschen Außenministers Hans-Dietrich Genscher und seines italienischen Amtskollege Emilio Colombo ausgearbeitet wurde, wird ergänzt durch Erklärungen der Mitgliedstaaten zu den zu verwirklichenden Zielen in den Bereichen interinstitutionelle Beziehungen, Zuständigkeiten der Gemeinschaft und politische Zusammenarbeit. Die Staats- und Regierungschefs verpflichten sich, die auf diesen Gebieten erzielten Fortschritte zu überprüfen und sie gegebenenfalls in einen Vertrag über die Europäische Union aufzunehmen.
- Entwurf für einen Vertrag zur Gründung der Europäischen Union (1984)

Auf Initiative des italienischen Abgeordneten Altiero Spinelli wird ein parlamentarischer Ausschuss für institutionelle Angelegenheiten gebildet, mit dem Ziel der Ausarbeitung eines Vertrages, der die bestehenden Gemeinschaften durch eine Europäische Union ersetzt. Das Europäische Parlament nimmt den Vertragsentwurf am 14. Februar 1984 an.
- Europäischer Rat von Fontainebleau vom 25./26. Juni 1984

Auf der Grundlage des Vertragsentwurfs des Parlaments prüft ein Ad-hoc-Ausschuss aus persönlichen Vertretern der Staats- und Regierungschefs unter dem Vorsitz des irischen Senators Dooge die institutionellen Fragen. Der Bericht des Dooge-Ausschusses fordert den Europäischen Rat auf, eine Regierungskonferenz einzuberufen, um einen Vertrag über die Europäische Union auszuhandeln.
- Das Weißbuch zum Binnenmarkt von 1985

Auf Initiative ihres Präsidenten Jacques Delors veröffentlicht die Kommission ein Weißbuch, in dem 300 (später reduziert auf 282) für die Verwirklichung des Binnenmarktes notwendige legislative Maßnahmen aufgeführt sind. Das Weißbuch enthält einen Zeitplan und nennt als Enddatum für die Vollendung des Binnenmarktes den 31. Dezember 1992. Dieses Programm wurde auf dem Mailänder Gipfel (1985) vom Rat der damals noch aus 10 Mitgliedstaaten bestehenden Gemeinschaft gebilligt.

## Die formulierten Ziele der Regierungskonferenz
Der Europäische Rat von Mailand am 28./29. Juni 1985 schlägt schließlich die Einberufung einer Regierungskonferenz zu folgenden Themen vor:
- Verwirklichung des Binnenmarktes bis zum 1. Januar 1993,
- Stärkung der Rolle des Europäischen Parlaments zur Beseitigung des demokratischen Defizits im gemeinschaftlichen Beschlussfassungssystem,
- Verbesserung der Beschlussfähigkeit des Rates (partiell revidiertes Abstimmungsverfahren, s. u.)
- Bildung einer Gesamtorganisation, in Form der Europäischen Politischen Zusammenarbeit (EPZ)

## Die erzielten Ergebnisse der EEA
Die unter der luxemburgischen Präsidentschaft am 9. September 1985 eröffnete Regierungskonferenz wird in Den Haag am 28. Februar 1986 mit folgenden Ergebnissen beendet:
- Bekräftigung des Willens zur Schöpfung der Europäischen Union (Präambel und Art. 1 EEA);
- Vollendung des Binnenmarktes bis zum 31. Dezember 1992, wobei Entscheidungen im Bereich der Binnenmarktpolitiken künftig in der Regel als Mehrheitsentscheidungen erfolgen sollen;
- Ausrichtung der wirtschafts- und währungspolitischen Zusammenarbeit auf das Ziel der Konvergenz;
- Erweiterung des Aufgabenbereichs um die Bereiche (Politiken) Forschung und Technologie, Umwelt sowie Sozialpolitik
- Erreichung des wirtschaftlichen und sozialen Zusammenhalts durch ein neues Konzept für die Verwendung der Strukturfonds und Finanzierungsinstrumente der EG;
- Stärkung der Rolle des Europäischen Parlaments zur Beseitigung des demokratischen Defizits im gemeinschaftlichen Beschlussfassungssystem,
- Verbesserung der Beschlussfähigkeit des Rates (partiell revidiertes Abstimmungsverfahren, s. u.)
- Die Europäische Politische Zusammenarbeit (EPZ) wird auf eine vertragliche Basis gestellt.

Eine Wirtschafts- und Währungsunion wurde (noch) nicht errichtet. Der Entscheidungsmodus (Einstimmigkeit) im Rat bleibt, mit Ausnahme der Materie Binnenmarkt, im Wesentlichen unberührt. Des Weiteren kam es zu einer Änderung der Geschäftsordnung des Rates, wobei eine Abstimmung im Rat nunmehr auf Initiative seines Präsidenten, auf Antrag der Kommission oder eines Mitgliedstaates erfolgen kann.
Mit der EEA wurden die Befugnisse des Europäischen Parlaments leicht gestärkt, da von nun an seine Zustimmung zu Erweiterungs- und Assoziierungsabkommen der Gemeinschaft erforderlich ist. Im gesetzgebenden Bereich erhielt das EP durch das Kooperationsverfahren zwischen EP und Rat eine echte, wenn auch nur begrenzte Gesetzgebungsbefugnis. Vor allem war es ein wichtiger Zwischenschritt, um aus dem Parlament ab 1993 (Vertrag von Maastricht) durch das Mitentscheidungsverfahren (ex Art. 189 b EWGV) einen gleichberechtigten Mitgesetzgeber, der mit dem Rat in der Regel auf einer Stufe steht, zu machen (Art. 251 EG-Vertrag in der Fassung des Vertrages von Nizza), siehe aktuell Art. 294 AEUV.

## Die Ergebnisse im Einzelnen

### Titel I: Gemeinsame Bestimmungen (Art. 1–3)
In Art. 1 EEA werden die Europäischen Gemeinschaften und die EPZ beide als Mittel gemeinsam zu konkreten Fortschritten auf dem Weg zur Europäischen Union beizutragen genannt. Für die EPZ gelten ausdrücklich die in den Berichten von Luxemburg (1970), Kopenhagen (1973) und London (1981) sowie in der Feierlichen Deklaration zur Europäischen Union (1983) vereinbarten Verfahren und Praktiken, die sich nach und nach zwischen den Mitgliedstaaten herausgebildet haben. Art. 2 EEA bestimmt die Zusammensetzung des Europäischen Rates, die Unterstützung durch die Außenminister und einem Kommissionsmitglied sowie die jährliche Anzahl der Zusammenkünfte. Für die Befugnisse der Institutionen/Organe verweist Art. 3 EEA je nach betreffender Kompetenz/Zuständigkeit auf die Regelungen der Gemeinschaftsverträge oder der EPZ.

### Titel II: Bestimmungen zur Änderung der Verträge zur Gründung der Europäischen Gemeinschaften (Art. 4–29)
Kapitel I und III enthalten wenige Änderungen (Art. 4–5, 26–27 EEA) zum Verfahren vor dem Gerichtshof für EGKS und EAG.
Der Schwerpunkt liegt auf dem Kapitel II mit den Änderungen zur EWG. Abschnitt I enthält Neuerungen für die Arbeit (Kompetenzen) der Organe: Art 6 EEA bestimmt die Neuerungen zum Verfahren der Zusammenarbeit (zwischen Rat und EP), Art. 7 EEA verändert die Beschlusskompetenz des Rates. In Art. 8 und 9 EEA wird das Verfahren des Beitritts abgeändert. Art. 10 EEA erweitert die Regelung der Übertragung der Befugnisse der Kommission zur Durchführung von Rechtsakten. Art. 11 und 12 EEA enthalten gleichlautende Regelungen zur EWG, wie in Kapitel I zur EGKS und III zur EAG.
Abschnitt II erfasst sodann die entscheidenden und wegweisenden Änderungen in den Politiken der Gemeinschaft.
- Zur Schaffung des Binnenmarktes wurde die Einstimmigkeit der Beschlussfindung durch ein mehrheitliches Abstimmungssystem in Angelegenheiten des Binnenmarktes ersetzt (Art. 13–19 EEA).
- Diese Änderungen wurden auf den Gemeinsamen Zolltarif, freien Dienstleistungsverkehr, freien Kapitalverkehr und Gemeinsame See- und Luftverkehrspolitik ausgeweitet (Art. 16 EEA).
- Währungspolitische Befugnisse zwecks Beachtung der Konvergenz der Volkswirtschaften in den Mitgliedstaaten (Art. 20 EEA).
- Erweiterung in der Sozialpolitik (Art. 21–22 EEA).
- neue Politiken: Wirtschaftlicher und sozialer Zusammenhalt; Forschung und technologische Entwicklung; Umwelt (Art. 23–25 EEA).

Diese Kompetenzerweiterungen folgten dabei (der neofunktionalistischen Integrationstheorie zufolge)
meist wahrgenommenen Sachzwängen, die sich aus den vorangegangenen Integrationsschritten (sog. Spill-over-effekt) ergaben. Hiernach führt sektorale Integration zur Verflechtung immer weiterer Sektoren, im Idealfall schließlich zum Endstadium einer allgemeinpolitischen Föderation.

### Titel III: Vertragsbestimmungen über die Europäische Zusammenarbeit in der Außenpolitik (Art. 30)
Seit dem Gipfel von Den Haag 1969 bestand die Vereinbarung viermaliger Treffen der Außenminister pro Jahr. Art. 30 EEA stellte die EPZ nunmehr auf eine vertragliche Grundlage. Danach verpflichteten sich die Mitgliedstaaten, gemeinsam eine europäische Außenpolitik auszuarbeiten und zu verwirklichen (Art. 30 I EEA). Bestandteil dieser Abrede waren nach Art. 30 II – XII EEA u. a.
- gegenseitige Unterrichtungen und Konsultationen,
- insbesondere bevor einzelne Mitgliedstaaten im Rahmen ihrer souveränen Außenpolitik ihre endgültige Haltung festlegen,
- Berücksichtigung der Standpunkte der übrigen Partner bei den einzelnen Stellungnahmen und einzelstaatlichen Maßnahmen,
- Sicherstellung einer schrittweisen Entwicklung und Festlegung gemeinsamer Grundsätze,
- Vermeidung von Maßnahmen oder Stellungnahmen, die Wirksamkeit der Europäischen Gemeinschaften als kohärente Kraft in den internationalen Beziehungen oder in internationalen Organisationen schaden würden,
- regelmäßige Treffen der Außenminister und ein Mitglied der Kommission (mindestens viermal jährlich) im Rahmen der EPZ,
- Beteiligung der Kommission an der Arbeit der EPZ in vollem Umfange,
- Verpflichtung im Rahmen des Möglichen, die Herausbildung eines Konsenses herbeizuführen, um rasch gemeinsame Standpunkte einzunehmen und gemeinsame Maßnahmen durchzuführen;
- Beteiligung des Europäischen Parlaments durch regelmäßige Unterrichtung,
- Beachtung der Kohärenz der auswärtigen Politiken der Europäischen Gemeinschaften und der im Rahmen der EPZ vereinbarten Politiken,
- politische Dialoge mit Drittländern und regionalen Gruppen.

## Parallelaktivitäten: Die wichtigsten der 282 konkreten Maßnahmen
Die EEA legte somit den Grundstein für eine beschleunigte Harmonisierung durch Rechtsangleichung mittels 282 Richtlinien, die nunmehr im Rat vereinfacht mit qualifizierter Mehrheit zustande kamen. Dieses Programm geht auf ein sog. Delors-Paket zurück, welches der damalige Kommissionspräsident acht Tage nach seiner Amtsübernahme im Januar 1985 in Straßburg vor dem EP im Rahmen seiner Antrittsrede vorstellte. Delors stellte zu Beginn in einem Satz die Frage: „Ist es vermessen, den Beschluss anzukündigen und dann auch durchzuführen, bis 1992 alle innergemeinschaftlichen Grenzen aufzuheben?“ In der Folgezeit wurde eine Vielzahl an Rechtsakten zwecks Herstellung von Binnenmarktverhältnissen erlassen:
- Wegfall der Personen- und Warenkontrollen an den EG-Binnengrenzen (z. B. Verlagerung der Kontrollen in die Produktion, die Vereinheitlichung des Veterinärrechts)
- Gegenseitige Anerkennung zahlreicher Produktnormen und Lebensmittelstandards bzw. deren Harmonisierung
- Beseitigung der durch unterschiedliche Mehrwerts- und Verbrauchssteuer gebildeten steuerlichen Schranken
- EG-weite Öffnung der öffentlichen Beschaffungsmärkte (für staatliche Aufträge ab 10 Mio. DM)
- Weitreichende Marktöffnungen und -liberalisierungen (z. B. Versicherungs- und Transportgewerbe)
- Beseitigung von Staatsmonopolen (z. B. Post)